# Zbójnicka Góra
Zbójnicka Góra (828 m n.p.m.) — góra w Sudetach Środkowych w północnej części Gór Bystrzyckich, na północ od góry Biesiec i Rozdroża pod Bieścem. Góra i szczyt położony w województwie dolnośląskim, w powiecie kłodzkim, w gminie Szczytna, na terenie obrębu geodezyjnego Szczytna, o wysokości 828,3 m n.p.m.
Szczyt i zbocza porastają prawie wyłącznie sztuczne lasy świerkowe z niewielką domieszką innych gatunków liściastych, głównie buka i jaworu. Leży na dziale wodnym zlewisk Morza Północnego i Bałtyckiego. Ze zboczy Zbójnickiej Góry wypływa część potoków źródliskowych Bystrzycy Łomnickiej i Dzikiej Orlicy.
Zbójnicką Górą przechodzi szeroka droga leśna o asfaltowej nawierzchni, prowadząca od Drogi Justyny do Rozdroża pod Bieścem.